# PBX3
PBX3‏ (PBX3 protein) هوَ بروتين يُشَفر بواسطة جين PBX3 في الإنسان.